# Dagmar Krause
Pour les articles homonymes, voir Krause.
Dagmar Krause (née le 4 juin 1950 à Hambourg) est une chanteuse allemande, célèbre pour ses interprétations des textes de Bertolt Brecht, Kurt Weill et Hanns Eisler et par sa voix immédiatement reconnaissable.

## Biographie
Dagmar Krause commence sa carrière à l'âge de 14 ans en tant que chanteuse dans des clubs de Hambourg. En 1968, elle rejoint le groupe de musique contemporaine The City Preachers et participe à l'album Der Kürbis, das Transportproblem und die Traumtänzer. Après la séparation du groupe en 1969, elle poursuit sa carrière avec un autre membre de celui-ci Inga Rumpf. À Hambourg, elle rencontre son futur mari, le compositeur expérimental britannique Anthony Moore et en 1972, fonde avec lui et un ami américain, Peter Blegvad, le groupe Slapp Happy. Puis elle rejoint le groupe Henry Cow en 1974, mais en mai 1976, Dagmar Krause doit se retirer du programme de la tournée du groupe en raison de problèmes de santé. Elle retourne à Hambourg, mais continue toutefois à enregistrer avec l'équipe d'Henry Cow. En 1978, elle chante dans la version londonienne de la comédie musicale de Bertolt Brecht et Kurt Weill Mahagonny et collabore avec le groupe Art Bears et en 1979, avec Kevin Coyne sur l'album Babble. En 1984, elle rejoint News from Babel avec Chris Cutler, Lindsay Cooper et Zeena Parkins et participe aux chœurs de Here & There de The Stranglers. La chanson apparaît sur la face B de leur single, Skin Deep. En 1991, Dagmar Krause, Anthony Moore et Peter Blegvad sont réunis pour travailler sur un opéra adapté pour la télévision commandé par Channel 4. Depuis 2010, elle est membre de Comicoperando.

## Discographie

### AvecThe City Preachers
- Der Kürbis, das Transportproblem und die Traumtänzer (1968, Decca Records)
- Back to the City (1971, Hörzu)

### Avec I.D. Company
- I.D. Company (1970, Hörzu, Electrola)

### AvecSlapp Happy
- Sort Of (1972, Polydor Records)
- Acnalbasac Noom (1973, Recommended Records)
- Slapp Happy (aussi connu sous le titre Casablanca Moon) (1974, Virgin Records)
- Ça Va (1997, V2 Records)
- Live in Japan (2000, FMN Records)

### Avec Slapp Happy etHenry Cow
- Desperate Straights (1974, Virgin Records)
- In Praise of Learning (1975, Virgin Records)

### Avec Henry Cow
- Henry Cow Concerts (1976, Caroline Records)
- The 40th Anniversary Henry Cow Box Set (2009, Recommended Records)

### AvecArt Bears
- Hopes and Fears (1978, Recommended Records)
- Winter Songs (1979, Recommended Records)
- The World as It Is Today (1981, Recommended Records)

### AvecKevin Coyne
- Babble (1979, Virgin Records)

### AvecCommuters
- Commuters (1983, Amphibious Records)

### AvecNews from Babel
- Work Resumed on the Tower (1984, Recommended Records)
- Letters Home (1985, Recommended Records)

### AvecMichael Nyman
- The Kiss and Other Movements (1985, E.G. Records)

### AvecDuck and Cover(en)
- Re Records Quarterly Vol.1 No.2 (1985, Recommended Records)

### AvecLindsay Cooper
- Music for Other Occasions (1986, No Man's Land)

### AvecAnthony MooreetPeter Blegvad
- Camera (1991, Blueprint Records)

### AvecChris CutleretLutz Glandien
- Domestic Stories (1992, Recommended Records)

### AvecTim Hodgkinson
- Each in Our Own Thoughts (1994, Woof Records)

### AvecMarie Goyette
- A Scientific Dream and a French Kiss (1998, Resurgence)

### En solo
- Supply and Demand : Songs by Brecht/Weill and Eisler (1986, Hannibal Records (en))[3]
- Angebot und Nachfrage (1986, Hannibal Records)
- Tank Battles : The Songs of Hanns Eisler (1988, Island Records)
- Panzerschlacht : Die Lieder von Hanns Eisler (1988, Island Records)

### Autre
Elle chante le premier titre de l'album The Grid : 456 (1992, Virgin Records).